# Bako Sahakjan

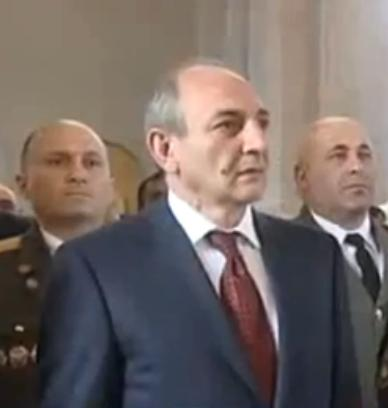
Bako Sahakjan (2013)

Bako Sahakjan (armenisch Բակո Սահակյան; * 30. August 1960 in Stepanakert, Autonomes Gebiet Bergkarabach, Aserbaidschanische SSR) ist ein armenischer Politiker in der international nicht anerkannten Republik Arzach. Er war ab 2007 der Nachfolger von Arkadi Ghukassjan als Präsident der Republik Arzach und wurde am 21. Mai 2020 von Arajik Harutjunjan abgelöst.
Bako Sahakjan arbeitete nach seinem Wehrdienst in der Roten Armee zunächst in einer Fabrik in Stepanakert. 1999 trat er als Innenminister in die Politik ein. Bei den Präsidentschaftswahlen in Bergkarabach im Juli 2007 erreichte er mehr als 80 % der Stimmen. Sahakjan erklärte nach seiner Wahl, er wolle Bergkarabach zur vollwertigen Unabhängigkeit von Aserbaidschan führen.
Bako Sahakjan ist verheiratet und hat zwei Kinder.
Nach der Offensive Aserbaidschans gegen Arzach (September 2023), die zur selbsterklärten Auflösung der Republik Arzach und Flucht und Vertreibung der armenischen Zivilbevölkerung Arzachs nach Armenien führte, wurde Bako Sahakjan am 3. Oktober von aserbaidschanischen Behörden gefangen genommen und interniert.